# Upplands runinskrifter 368
Upplands runinskrifter 368, nederst på bilden, är ett försvunnet vikingatida runstensfragment som funnits i Helgåby, Skepptuna socken och Sigtuna kommun. Ristningen är signerad av runristaren Åsmund. Erik Brate ansåg att fragmentet U 368 kom från samma runsten som U 367 vilket emellertid är osäkert.

## Inskriften
Translitterering av runraden:
[...- · ukautu- -aiʀ litu ... i... ...ntr · mark--... ...]
Normalisering till runsvenska:
... ukautu- [þ]æiʀ letu ... E[n](?) [Asmu]ndr mark[aði] ...
Översättning till nusvenska:
... de läto ... Åsmund ristade ...